# 주즈정
주즈정(中主町)은 시가현 야스군에 설치되었던 정이다.
2004년 10월 1일에 야스군 |과 합병해 야스시가 되었기 때문에 폐지되었다.

## 역사
- 1955년 4월 1일 - 효즈촌, 나가사토촌이 합병해 성립하였다.
- 2004년 10월 1일 - 야스정과 합병해 야스시가 성립하였다. 동일 주즈정은 폐지되었다.

## 교통

### 도로
- 국도 제477호선 (일본)(일본어판)